# Luc Bernaert
Luc Bernaert (24 juni 1966) is een voormalige Belgische atleet, die gespecialiseerd was in de middellange afstand. Hij nam eenmaal deel aan de wereldkampioenschappen en veroverde op vijf onderdelen acht Belgische titels.

## Biografie
Bernaert werd in 1987 voor het eerst Belgisch kampioen op de 800 m. Hij nam dat jaar ook deel aan de wereldkampioenschappen in Rome. Hij sneuvelde in de kwartfinales. In de volgende vijf jaren veroverde hij nog drie Belgische titels. In 1993 werd hij vierde op de wereldindoorkampioenschappen in Toronto. In 2000 veroverde hij ook een Belgische titel op de 1500 m.
Bernaert was ook actief in het veldlopen. Hij werd in 1999 Belgisch kampioen op de korte cross.

### Clubs
Bernaert was aangesloten bij Olympic Brugge, Houtland Atletiekclub, AV Toekomst, MAC Izegem en Flanders AC.

## Belgische kampioenschappen
Outdoor
| onderdeel               | jaar                   |
| ----------------------- | ---------------------- |
| 800 m                   | 1987, 1989, 1991, 1992 |
| 1500 m                  | 2000                   |
| veldlopen (korte cross) | 1999                   |

Indoor
| onderdeel | jaar |
| --------- | ---- |
| 800 m     | 1993 |
| 1500 m    | 1998 |

### Persoonlijke records
Outdoor
| Onderdeel | Prestatie | Datum            | Plaats                 |
| --------- | --------- | ---------------- | ---------------------- |
| 800 m     | 1.46,41   | 8 augustus 1987  | Hechtel                |
| 1000 m    | 2.18,8    | 20 juni 1999     | Sint-Lambrechts-Woluwe |
| 1500 m    | 3.37,00   | 19 juli 1993     | Barcelona              |
| 1 mijl    | 3.56,89   | 3 september 1993 | Brussel                |

Indoor
| Onderdeel | Prestatie       | Datum            | Plaats  |
| --------- | --------------- | ---------------- | ------- |
| 800 m     | 1.47,81 (ex NR) | 4 maart 1993     | Sevilla |
| 1000 m    | 2.20,31         | 14 februari 1993 | Liévin  |

## Palmares

### 800 m
- 1987:  BK AC – 1.47,77
- 1987: 6e ¼ fin. WK in Rome – 1.49,06 (1.47,48 in reeks)
- 1989:  BK AC – 1.50,157
- 1991:  BK AC – 1.48,65
- 1992:  BK AC – 1.47,74
- 1993:  BK indoor AC – 1.49,97
- 1993: 4e WK indoor in Toronto - 1.48,30
- 1993:  BK AC – 1.48,13

### 1500 m
- 1996:  BK indoor AC – 3.44,73
- 1997:  BK AC – 3.45,39
- 1998:  BK indoor AC – 3.45,63
- 1999:  BK AC – 3.45,24
- 2000:  BK AC – 3.48,15

### veldlopen (korte cross)
- 1992:  BK AC in Averbode
- 1997:  BK AC in Averbode
- 1999:  BK AC in Oostende
- 2000:  BK AC in Oostende